# Pierre Combescot
Pierre Combescot (* 9. Januar 1940 in Limoges; † 27. Juni 2017 in Paris) war ein französischer Schriftsteller und Journalist.

## Leben
Pierre Combescot wurde 1940 in Limoges geboren. Unter dem Pseudonym Luc Décygnes arbeitete er bei der Satirezeitung Le Canard enchaîné. Zudem war er Kolumnist bei Paris Match. Ferner veröffentlichte er zahlreiche Romane.
Im Jahre 1986 erhielt er für sein Werk Les Funérailles de la Sardine den Prix Médicis. Es folgte im Jahr 1991 für Les Filles du Calvaire der Prix Goncourt sowie der Prix Goncourt des lycéens.
Er verstarb 2017 in Paris im Alter von 77 Jahren.